# Jèred
En el Gènesi capítol cinquè Jèred (hebreu: ירד בן-מהללאל, Yared ben Mahălal'ēl‎; àrab: یارد بن مهلائیل, Yārid ibn Mahlāʾīl) és fill de Mahalalel i net de Quenan.
Segons l'apòcrif Llibre dels Jubileus, la seva dona es deia Baraka. Jèred va ser pare d'Henoc als cent seixanta-dos anys, vivint després vuit-cents anys més engendrant altres fills i filles fins que va morir a l'edat de nou-cents seixanta-dos anys, esdevenint la segona persona més longeva de la Bíblia, només superat pel seu net Matusalem, que va viure un total de 969 anys.